# Кайсері (аеропорт)

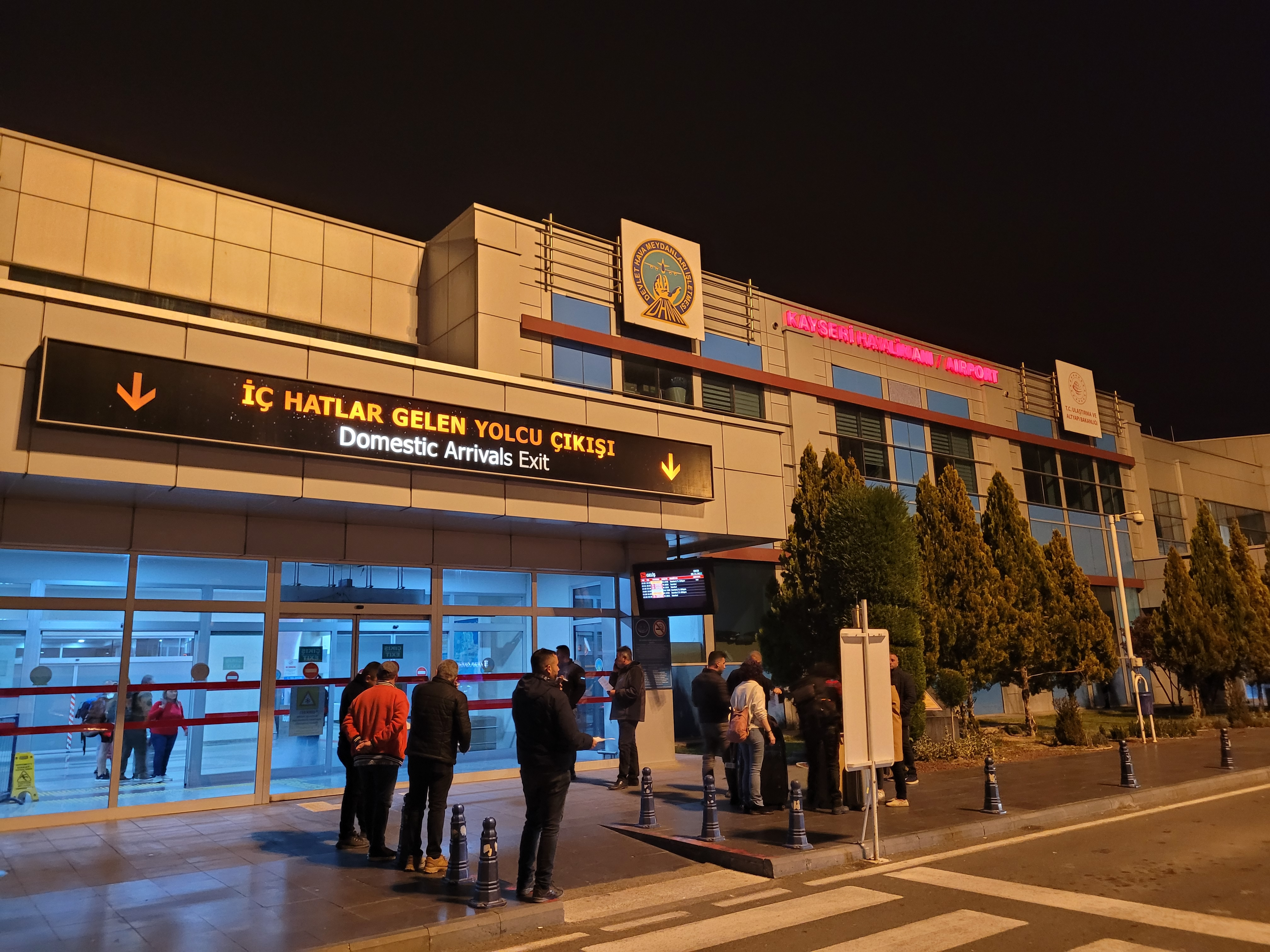
2022

Аеропорт Еркілет або аеропорт Кайсері (тур. Kayseri Erkilet Havalimanı, IATA: ASR, ICAO: LTAU) — аеропорт спільного базування, розташований за 5 км на північ від Кайсері, провінція Кайсері, Туреччина.

## Авіалінії та напрямки, квітень 2021
| Авіакомпанія                   | Пункт призначення |
| ------------------------------ | --- |
| AnadoluJet                     | Стамбул–Сабіха Гекчен |
| Corendon Airlines              | Кельн/Бонн, Дюссельдорф, Франкфурт, Ганновер, Мюнхен, Мюнстер/Оснабрюк, Роттердам/Гаага, Штутгарт Сезонно: Амстердам (з 13 квітня 2021), Базель (з 29 червня 2021), Берлін (з 25 червня 2021), Ейндговен (з 29 червня 2021), Фрідріхсгафен (з 27 червня 2021), Гамбург (з 24 червня 2021), Нюрнберг (з 24 травня 2021), Відень (з 27 червня 2021) |
| Nordwind Airlines              | Сезонний чартер: Москва–Шереметьєво |
| Pegasus Airlines               | Анталія, Дюссельдорф, Стамбул–Сабіха Гекчен, Ізмір, Штутгарт Сезонно: Амстердам, Роттердам/Гаага |
| SkyUp                          | Сезонно: Київ-Бориспіль |
| Smartwings Poland              | Сезонний чартер: Варшава–Шопен |
| SunExpress                     | Анталія, Ізмір Сезонно: Базель, Кельн/Бонн, Дюссельдорф, Франкфурт, Ганновер, Мюнхен, Штутгарт |
| TUI fly Belgium                | Льєж Сезонно: Брюссель |
| Turkish Airlines               | Стамбул |
| Ukraine International Airlines | Сезонний чартер: Харків, Київ–Бориспіль, Одеса, Запоріжжя |

## Статистика

### Пасажирообіг
Див. джерело запитів Вікіданих та джерела.